# Vuelta a Bolivia
Die Vuelta a Bolivia (dt. Bolivien-Rundfahrt) ist ein bolivianisches Straßenradrennen.
Das Etappenrennen wurde 2008 zum ersten Mal ausgetragen und ist seitdem in die UCI-Kategorie 2.2 eingestuft. Die ersten drei Austragungen der Rundfahrt fanden im November statt. Das Rennen löste die bis 2007 ausgetragene Doble Copacabana Grand Prix Fides im Rennkalender ab.

## Siegerliste
| Jahr | Sieger           | Zweiter           | Dritter       |
| ---- | ---------------- | ----------------- | ------------- |
| 2013 | Salvador Moreno  | Óscar Soliz       | John Martínez |
| 2012 | Maky Román       | Mauricio Ardila   | Gilber Zurita |
| 2011 | Juan Cotumba     | Segundo Navarrete | Maky Román    |
| 2010 | Óscar Soliz      | Carlos Gálviz     | Byron Guamá   |
| 2009 | Gregorio Ladino  | Óscar Soliz       | Juan Cotumba  |
| 2008 | Fernando Camargo | Óscar Soliz       | Álvaro Sierra |